# Гомеоморфизм графов
Два графа {\displaystyle G} и {\displaystyle G'} гомеоморфны, если существует изоморфизм некоторого подразделения графа {\displaystyle G} и некоторого подразделения графа {\displaystyle G'}. Если рёбра графа понимать как отрезки, соединяющие вершины (как обычно рисуется на иллюстрациях), то два графа гомеоморфны в контексте теории графов, когда они гомеоморфны в топологическом смысле.

## Подразделение и исключение
В общем случае подразделение графа G (иногда используется термин расширение или подразбиение) — это граф, полученный делением рёбер в G. Деление некоторого ребра e с конечными вершинами {u,v} даёт граф, содержащий новую вершину w и два ребра {u,w} и {w,v} вместо ребра e.
Например, ребро e с концами {u,v}:
|  |

может быть разделено на два ребра, e1 и e2:
|  |

Обратная операция, исключение вершины w с инцидентными ей рёбрами (e1 ,e2), заменяет смежные вершине w оба ребра (e1 ,e2) на новое ребро, соединяющее конечные точки пары. Следует подчеркнуть, что данная операция применима только к вершинам, инцидентным в точности двум рёбрам.
Например, простой связный граф с двумя рёбрами e1 {u,w} и e2 {w,v}:
|  |

имеет вершину (с именем w), которая может быть исключена, в результате получим:
|  |

Определение, гомеоморфен ли граф H подграфу G, является NP-полной задачей.

### Барицентрические подразделения
Барицентрическое подразделение разбивает каждое ребро графа. Это специальный вид подразделения, дающий всегда двудольный граф. Эту процедуру можно повторять, так что n-ое барицентрическое подразделение является барицентрическим подразделением подразделения n-1. Второе такое подразделение всегда является простым графом.

## Вложение в поверхность
Очевидно, что подразделение графа сохраняет планарность. Теорема Понтрягина — Куратовского утверждает, что
конечный граф является планарным тогда и только тогда, когда он не содержит подграфа, гомеоморфного K5 (полный граф с пятью вершинами), или K3,3 (полный двудольный граф с шестью вершинами, из которых три соединены с каждой из оставшихся трёх).
Фактически, граф, гомеоморфный K5 или K3,3, называется подграфом Куратовского.
Обобщение, следующее из теоремы Робертсона — Сеймура, утверждает, что для любого целого g существует конечное препятствующее множество графов {\displaystyle L(g)=\{G_{i}^{(g)}\}}, такое, что граф H вложим в поверхность рода g тогда и только тогда, когда H не содержит копии, гомеоморфной какому-либо графу {\displaystyle G_{i}^{(g)}}. Например, {\displaystyle L(0)=\{K_{5},K_{3,3}\}} состоит из подграфов Куратовского.

## Пример
В следующем примере графы G и H гомеоморфны.
| G | H |

Если граф G' создан подразделением внешних рёбер графа G, а граф H' создан подразделением внутренних рёбер графа H, то G' и H' имеют похожие графические представления:
G', H' 
Таким образом, существует изоморфизм между графами G' и H', что и означает, что G и H гомеоморфны.